# Рельсовый автобус серии M 131.1
M131.1 (чеш. Motorové vozy řady M131.1) — автомотриса (рельсовый автобус), выпускавшийся в Чехословакии совместно двумя заводами «Tatra Kopřivnice» и «Vagonka Tatra Studénka» в период 1948—1956 годов. С 1 января 1988 года в результате ребрендинга, вагоны этой серии были перенесены в модельный ряд 801 серии (чеш. Motorový vůz 801). Автомотрисы этой серии предназначались для пассажирских перевозок на Чехословацких железных дорогах (ČSD).

## История
Разработка автомотрис серии M 131.1 была начата в 1946 году и должна была послужить послевоенным обновлением парка Чехословацких железных дорог. Первый прототип с обозначением M 131.101 был выпущен в 1948 году, и в том же году началось их серийное производство. Всего за этот год было выпущено 40 вагонов на заводе «Tatra» в городе Копршивнице (Kopřivnické). Через несколько месяцев эксплуатации были обнаружены недостатки в конструкции двигателя и шасси. После устранения выявленных недостатков было выпущено ещё 100 вагонов, но уже на заводе «Vagonka Tatra Studénka» в г. Студенец (Studénce), из Копрживницы доставлялись кузов, электропроводка и привод. Последующие 200 вагонов собирались на заводе «Vagonka Tatra Studénka», и к 1951 году в общей сложности было выпущено 340 единиц. Всего до 1956 года было построено 549 вагонов серии М131.1, что принесло наибольшую популярность этой серии. Последний вагон вышедший из ворот завода имел серийный номер № 1549.

## Конструкция
На моторных вагонах М131.1 было решено использовать мощный 4-х тактный, 12-цилиндровый дизель Т-111, который ранее устанавливался только на тяжелых военных грузовиках «Tatra 111». Дизель имел инжекторную подачу топлива с прямым впрыском и верхним расположением клапанов по системе OHV. Для использования данного дизеля на железной дороге, его мощность была снижена до 155—160 л. с., а обороты уменьшены до 1600 об/мин. Помимо воздушного охлаждения он был дополнен масляным радиатором, и модифицированный таким образом дизель получил новое обозначение T-301. Он был неприхотлив и надёжен в работе, не требовал дополнительного охлаждения в летнее время а зимой не боялся морозов, если автомотриса долгое время оставалась на станции. Передача крутящего момента осуществлялась муфтой с сухим сцеплением, соединённой с 4-х ступенчатой пневматической коробкой передач системы Милиус (Mylius). Двигатель устанавливался под полом, на специальном каркасе и позволял развивать скорость до 60 км/ч. Для остановки вагона использовались ручной тормоз а также пневматический тормоз система Knorr. Сжатый воздух в него подавался от трехцилиндрового одноступенчатого компрессора V 56/60.
Кузов вагона изготавливался из листового железа с применением сварки и заклёпок. Рама вагона состояла из сварных стальных балок и устанавливалась на 2 колёсные пары, одна из которых была ведущей. Кузов автомотрис M 131.1 окрашивался в характерный для того времени красный цвет, а крыша в серебристо-серый. Отдельных кабин для управления на автомотрисе не предусматривалось. Для машиниста предназначалась правая сторона каждой из прихожих зон вагона, где в свою очередь находился пульт управления. Он был относительно простой и имел спидометр, тахометр, датчики давление масла и тормозного давления, а также ручной тормоз. Пульт который не использовался во время движения, закрывался жалюзями. Двери открывались вручную. Одна из входных зон была оснащена туалетом. На лицевых сторонах автомотрисы находились двери для межвагонного перехода, так как автомотрисы серии М комплектовались прицепными вагонами имевшими аналогичный внешний вид. В пассажирском отсеке располагались скамейки рассчитанные на 48 мест. Пол в вагоне состоял из деревянных досок. Отопление салона обеспечивалось при помощи избыточного тепла дизеля. После модернизации в 60-х годах, для отопления был добавлен отдельный дизельный агрегат. Напряжение бортовой сети составляло 24 В и подавалось от свинцово-кислотных аккумуляторов, которые в свою очередь заряжались от динамо машины, соединённой с дизелем. Запасы песка составляют 150 кг.

## Эксплуатация
Большое количество автомотрис этой серии работало на ČSD вплоть до 1970-х — 1980-х годов, пока им на смену не пришли более современные рельсовые автобусы серии М 152.0 (после ребрендинга Motorový vůz 810). Вывод из эксплуатации автомотрис серии М131.1 начался в конце 1970-х годов и в 1984 году регулярное движение было окончательно прекращено. С их помощью удалось разгрузить местные авиалинии и со временем вагоны серии М131.1 стали назначать на дальние направления, а иногда даже на экспресс маршруты.
В период 1971—1979 годов 2 автомотрисы серии М131.1 были переделаны для широкой колеи (1524 мм), и позже работали на приграничной линии Haniska в Košice-Maťovce. Некоторые единицы оставили для работы на подъездных путях, и перевозки рабочих, некоторые было решено сохранить в качестве резервных копий. В 1978 году вагон № 1001, был передан в Национальный технический музей. Интересно то, что в 1973 году, один из вагонов (серийный № 1194) был передан на Кубу. В настоящее время сохранившиеся автомотрисы этой серии используются для «ностальгических поездок». 